# Нащо мені женитися?..
«Нащо мені женитися?..» — вірш Тараса Шевченка 1849 року, написаний в Раїмі.

## Написання та автографи
Збереглося два чистових автографів вірша: автограф у «Малій книжці»; автограф у «Більшій книжці». Автографи не датовано.
Вірш датується за місцем автографа в «Малій книжці» серед творів 1849 року та часом перебування Шевченка (під час зимівлі Аральської описової експедиції в 1848—1849 роках на Косаралі) в Раїмі з січня по квітень 1849 року, орієнтовно: січень — квітень 1849 року, місце написання — Раїм.
Найраніший відомий текст — чистовий автограф у «Малій книжці», до якої Шевченко переніс вірш під № 5 у другому зшитку за 1849 рік, орієнтовно наприкінці 1849 — на початку 1850 року, з невідомого ранішого автографа. Назву «Козацька доля» дописано над віршем олівцем пізніше рукою невідомої особи. У 1858 році, не раніше 18 березня і не пізніше 22 листопада, Шевченко переписав твір з «Малої книжки» до «Більшої книжки» з багатьма змінами. При цьому він зробив виправлення в рядку 39.

## Публікація
Вперше вірш надруковано за «Більшою книжкою» під назвою «Козацька доля» з незначними відхиленнями (в рядку 17 — «красуватись» замість «красоватись», в рядку 25 — «весіллє» замість «весілля») в альманасі «Хата» (СПб., 1860 рік, стор. 79 — 80). Під текстом вірша дата: «1849. Над Аралом».
Вперше його введено до збірки творів у виданні: «Кобзарь Тараса Шевченка / Коштом Д. Е. Кожанчикова» (СПб., 1867 рік, стор. 449—450) і того ж року у виданні: «Поезії Тараса Шевченка» (Львів, 1867 рік, том 1, стор. 222—223), де вірш передруковано з «Хати».
Найімовірніше, з «Малої книжки» вірш було переписано до рукописного списку невідомої особи з окремими виправленнями Шевченка кінця 1850-х років, що належав Л. М. Жемчужникову і не зберігся. Деякі відміни цього списку подав О. Я. Кониський. Всі відзначені ним варіанти збігаються з текстом автографа в «Малій книжці», крім рядка 40 — «Славу України».
Відомі списки вірша «Не хочу я женитися…» походять від перших його публікацій: у збірках «Сочинения Т. Г. Шевченка» 1862 року, «Барвінок. Пісні, вірші та байки», укладеній 1863 року А. І. Фесенком, у рукописних «Кобзарях» — 1865 року, переписаному Д. Демченком, 1866 року, другої половини XIX століття й інші.

## Сюжет
Вірш є варіацією теми написаної раніше поезії «Не хочу я женитися», однак зміст обох творів істотно різниться. У творі, на відміну від попереднього твору, зникає мотив трагізму долі козака, який повернувся із Січі знедоленим калікою; тема козацької слави тут трактується в героїчному, традиційному для Шевченка і народної поезії дусі. З народних пісень і дум поет запозичив мотив смерті козака, його похорон, порівняння смерті з весіллям, а могили — з хатою (дума про Хведора Безродного, пісня «Бідна наша, бідна наша головонька» й інші). З народною мелодією твір увійшов до пісенного репертуару.